# Plackenmoor
Koordinaten: 53° 25′ 4″ N, 8° 35′ 14″ O

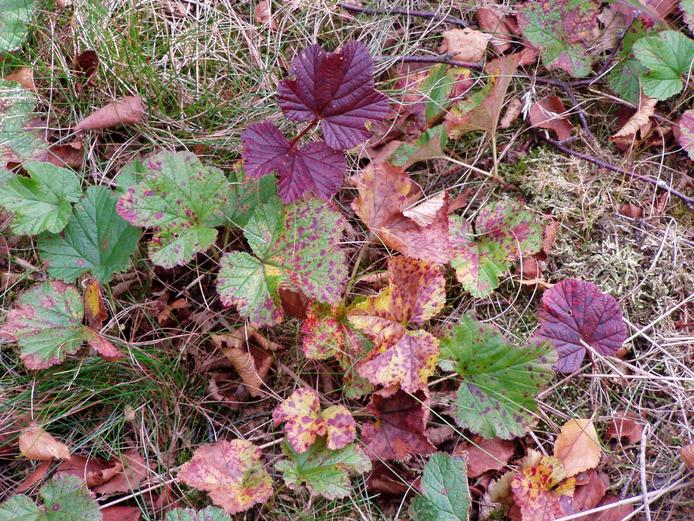
Naturschutzgebiet Plackenmoor:
Moltebeere in Herbstverfärbung

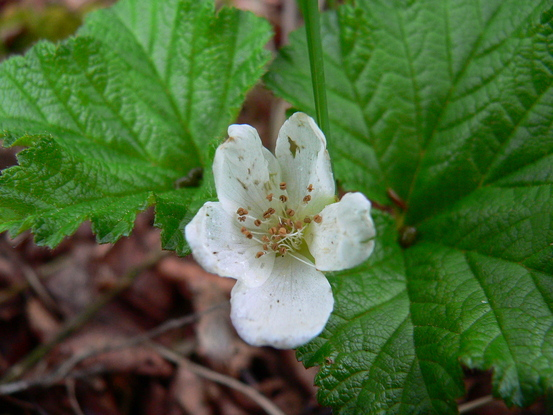
Moltebeere (männlich) mit Staubfäden

Das Naturschutzgebiet Plackenmoor ist ein Moor im Besitz des Landkreises Cuxhaven. Es ist von zwei Seiten eingefasst, vom Stoteler Moor und Königsmoor. Die westliche Grenze wird gebildet von der Bundesautobahn 27.
Die Naturschutzgebiete Plackenmoor, das Königsmoor und das Stoteler Moor gehen flächenmäßig ineinander über und werden im Verbund von der/n Naturschutz-Behörde/n als Naturschutzgebiet Hahnenknooper Moore geführt. Sie wurden als FFH-Gebiete (Fauna-Flora-Habitat) ausgewiesen.
Das Plackenmoor hat eine Größe von 74 ha und wurde schon 1973 als Naturschutzgebiet ausgewiesen. Es besteht aus Birkenbruchwald und nicht mehr befahrbarem Grünland. Dieses Moor ist nur noch über die Dämme zu begehen.

## Vernässung
Ab 1999 begann die Verdämmung der Moorgebiete, wodurch sie durch Anstau des Oberflächenwassers vernässt wurden. In diesen Flächen hat sich das Feuchtbiotop am weitesten entwickelt. In den sumpfigen Grünlandflächen bilden sich Torfmoos (Sphagnum nemoreum), Sonnentau (Drosera rotundifolia) und Sumpf-Calla ( Calla palustris ). Diese ziehen die hartnäckigen Binsen herunter und entwickeln den Biotop, der das Moor zum Wachsen bringt, wenn der Biotop stimmt, wächst das Moor 1 mm pro Jahr.

## Besondere Pflanzen
Als einen besonderen Schatz in diesem Feuchtgebiet darf man die Moltebeere (Rubus chamaemorus) bezeichnen, die hier auf einer Fläche von 9.000 m² wächst. 2001 wurde ein Monitoring von einer Biologin durchgeführt mit dem Ergebnis, dass es sich um 300.000 Sprossen handelt.
Es gibt nur zwei Moltebeeren-Vorkommen in Deutschland. Das zweite, aber kleine Vorkommen befindet sich im Ipweger Moor im Landkreis Ammerland. Die Moltebeere gedeiht im Halbschatten der lichten Moor-Birke. Ein Entfernen dieser Birken würde zwangsläufig mit sich führen, dass die gesamte Fläche vom Pfeifengras (Molinia) überwuchert und somit verdrängt würde. Durch die Ausbreitung des Pfeifengrases sind bereits einige Standorte der Moltebeere vernichtet worden. Darüber hinaus machen dem Moor die langen Trockenperioden in den vergangenen Sommern zu schaffen.
In den durch Birkenbäumen beschatteten Flächen gedeihen die Krähenbeere, (Empetrum nigrum) die Gewöhnliche Moosbeere (Oxycoccus palustris) und die Heidelbeere (Vaccinium myrtillus).

## Bewirtschaftung
Im Plackenmoor gibt es keine Grünlandflächen mehr, die begehbar oder zu bewirtschaften sind. Die Vernässung hat weit gegriffen.

## Tierwelt
Die Vogelwelt ist unter Naturschutzgebiet Hahnenknooper Moore aufgeführt. Für den Kranich bildet das Plackenmoor Nahrungsfläche. Für die Wildschweine ist es Einstandsgebiet und Lebensraum.

## Vorsichtsmaßnahmen
Das Betreten der Naturschutzgebiete ist außerhalb der Wege verboten. In den versumpften Feuchtgebieten besteht höchste Lebensgefahr. Rutscht man in den Morast, hat man kaum die Möglichkeit, sich alleine wieder zu befreien.